# پنج ستاره (فیلم)
پنج ستاره فیلمی به کارگردانی مهشید افشارزاده محصول سال ۱۳۹۲ ایران است.

## داستان
مریم برای رفتن به دانشگاه پول کافی برای پرداخت شهریه ندارد، بنابراین تصمیم می‌گیرد در کنار مادرش به کار در هتلی لوکس بپردازد، هنگامی که ساعت مهمان مشهور هتل(آمیتاب باچان)، دزدیده می‌شود…

## بازیگران
| بازیگر        | نقش        |
| ------------- | ---------- |
| شهاب حسینی    | رضا        |
| دیبا زاهدی    | مریم       |
| سحر قریشی     | فریبا      |
| بهنوش بختیاری | زری        |
| بهناز جعفری   | ملیحه      |
| شیرین بینا    | هما        |
| همایون ارشادی | میرک آبادی |
| لیلا بلوکات   | شقایق      |
| محمود جعفری   | قاسم       |
| امید روحانی   | آهنگری     |